# Molch (U-Boot)
Der Molch war ein in Serie produziertes Kleinst-U-Boot für die Kleinkampfverbände der deutschen Kriegsmarine während des Zweiten Weltkrieges. Sein unbefriedigendes Seeverhalten führte dazu, dass der Molch erst sehr spät zum Fronteinsatz herangezogen wurde. Bis Januar 1945 wurden 363 Stück, nach anderen Quellen 393, produziert. Dann wurde die Fertigung eingestellt; stattdessen wurde das Kleinst-U-Boot Seehund produziert.

## Entwicklungsgeschichte

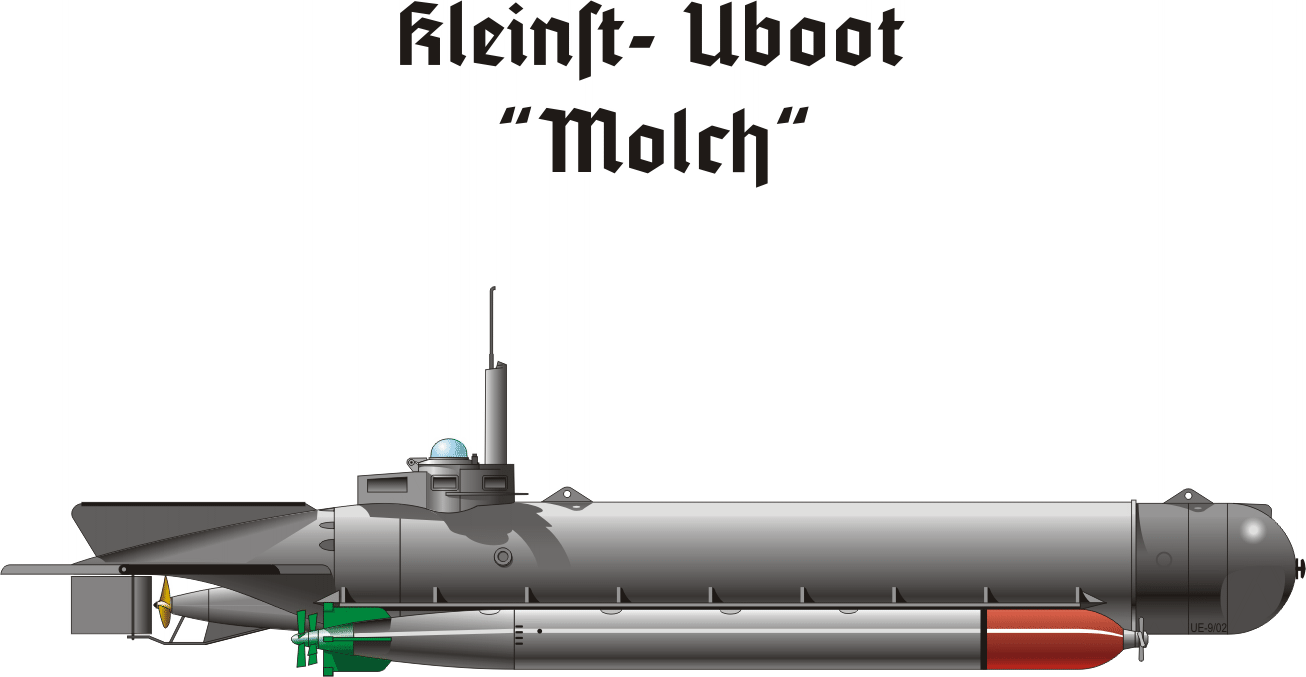
Zeichnung des Molchs mit Übungstorpedo

Die Entwicklung und der Antrieb des Molchs erfolgten in Anlehnung an den Standardtorpedo G 7 im Frühjahr 1944. Hauptforderung des Oberkommandos der Marine war hierbei die Nutzung der ausreichend zur Verfügung stehenden Elektroantriebe vom Typ SSW-Eto. Der erste Prototyp des Molchs wurde in der Torpedoversuchsanstalt Eckernförde entwickelt und am 12. Juni 1944 vorgestellt. 
Die Seeerprobungen zeigten sehr rasch, dass das Fahrzeug während der Fahrt wegen seines empfindlichen Trimm-Ballast-Gefüges sehr anfällig war. Der Pilot war ständig damit beschäftigt, das Boot mit Trimm oder Ballast auszugleichen, um einen sicheren Kurs fahren zu können. Das OKM stufte den Molch deshalb nicht als Frontwaffe ein, sondern als Lehrboot.

## Technik
Das U-Boot war ein Einhüllenboot dessen äußere Form einem zylindrischen Bootskörper mit sich verjüngendem Heckteil glich. Im Heckteil befanden sich die gesamte Antriebsanlage sowie die Steuerzentrale mit einem kurzen Aufsatzturm und Plexiglaskuppel. Es hatte eine Länge von 10,783 m, eine Breite von 1,82 m mit einer Verdrängung von ca. 11 t. Die Breite des Druckkörpers betrug 1,16 m und die Dicke der Außenhülle 3 mm. Es war für einen Mann als Besatzung ausgelegt. 
Die Taucheinrichtungen bestanden aus einer großen Tauchzelle im Bug und Zellen an beiden Seiten der Zentrale. Im Bugbereich war an der Unterseite des Bootes auch der Trimmtank untergebracht. Um ein Gleichgewicht zwischen dem schwereren Heck des Schiffes und dem leichten Bug zu gewährleisten, war der Bugbereich im Einsatz ständig geflutet. Hinter der Tauchzelle des Bugs, die zurück bis zur Zentrale reichte, befand sich der Raum für die Batterien und Pressluftflaschen.
Das Sehrohr SRC/15 war 1,5 m lang, starr und konnte in einem Winkel von 30 Grad zu jeder Seite geschwenkt werden. An dessen Ende war ein Lichtbildkompass untergebracht, der mittels Spiegel in der Zentrale ablesbar war. Zusätzlich beherbergte die Zentrale den Ein- und Ausschalter des Antriebs, ein Rad für die Seitensteuerung, einen Flugzeugknüppel für die Tiefensteuerung sowie Flutventile für die Tauch-, Trimm- und Regelzellen. Die Torpedos wurden mittels Fußraste ausgelöst. Der Fahrstufenregler des Molch besaß keine Rückfahrfunktion und zwei Funktionen mit der Bezeichnung Kleine Fahrt voraus und Alle Kraft voraus.
Als Antrieb fungierte ein SSW-E-Torpedomotor Typ GL 231/7.5 mit einer Drehzahl von 596 Umdrehungen pro Minute. Dieser wurde gespeist von acht Batterien, welche 13 PS erzeugen konnten. Damit waren Geschwindigkeiten über Wasser von 4,3 kn und unter Wasser von 5 kn erreichbar, was Einsatzgebiete von 50 NM erlaubte. Diese U-Boote waren für eine Tauchtiefe von 40 m ausgelegt, konnte aber auch bis zu 60 m tief tauchen. Der mitgeführte Sauerstoff reichte für eine Tauchfahrt von 50 Stunden.

## Einsätze
Bei 102 Einsätzen gingen 70 Boote verloren. Hierbei wurden sieben Schiffe versenkt und zwei weitere beschädigt.
Am 19. September 1944 traf die 1. Molch-Flottille (K-Flottille 411) mit 60 Booten in Sanremo (Italien) ein, um die alliierten Schiffe vor Nizza und Menton zu attackieren. Der Angriff wurde jedoch abgesagt. Nach einer anderen Quelle wurde ein Angriff in Südfrankreich gegen alliierte Landungskräfte mit zwölf Booten durchgeführt. Hierbei wurde kein feindliches Schiff versenkt und zehn Boote gingen verloren. Die beiden übrigen Boote fielen später einem Luftangriff zum Opfer.
Die 2. Molch-Flottille (K-Flottille 412) wurde im Dezember 1944 nach Holland verlegt. Zwischen Januar und April 1945 gingen dort bei den folgenden Gefechten der Großteil der eingesetzten Molche verloren. So gingen am 22. Februar 1945 acht Molche und am 13. März 14 von 16 Molchen verloren.
Die 3. Molch-Flottille (K-Flottille 413) war ebenfalls für Holland vorgesehen, kam jedoch nicht mehr zum Einsatz.
Die 4. Molch-Flottille (K-Flottille 415), wurde in Norwegen und Dänemark stationiert, kam aber bis Kriegsende zu keinem Einsatz.